# رون أوستين
رون أوستين (بالإنجليزية: Ron Austin)‏ هو ناشط حقوق إل جي بي تي أسترالي، ولد في 1929، وتوفي في 13 أبريل 2019.